# Bizyaagiin Dashgai
Bizyaagiin Dashgai (Бизъяагийн Дашгай; 5 gennaio 1935) è un ex biatleta e fondista mongolo.

## Partecipazioni olimpiche

### Sci di fondo
| Competizioni | Pos. | Data            | Città     |
| ------------ | ---- | --------------- | --------- |
| 30 km        | 58ª  | 30 gennaio 1964 | Innsbruck |

### Biathlon
| Competizioni | Pos. | Data            | Città     |
| ------------ | ---- | --------------- | --------- |
| 20 km        | 42ª  | 4 febbraio 1964 | Innsbruck |
| 20 km        | 52ª  | 30 gennaio 1968 | Sapporo   |